# Letectvo a protivzdušná obrana Bosny a Hercegoviny
Brigáda letectva a protivzdušné obrany Bosny a Hercegoviny (bosensky Brigada zračnih snaga i protivzračne odbrane, chorvatsky Brigada zračnih snaga i protuzračne obrane, srbsky Бригада ваздушних снага и противваздушне одбране) je letecká složka ozbrojených sil Bosny a Hercegoviny.

## Přehled letecké techniky
Tabulka obsahuje přehled letecké techniky ozbrojených sil Bosny a Hercegoviny podle Flightglobal.com.
| Název                | Fotografie | Původ              | Určení               | Verze         | V aktivní službě | Poznámky                             |           |
| Vrtulníky            | Vrtulníky  | Vrtulníky          | Vrtulníky            | Vrtulníky     | Vrtulníky        | Vrtulníky                            | Vrtulníky |
| -------------------- | ---------- | ------------------ | -------------------- | ------------- | ---------------- | ------------------------------------ | --------- |
| Aérospatiale Gazelle |            | Francie Jugoslávie | víceúčelový vrtulník | SOKO Partizan | 9                | Licenční výroba v bývalé Jugoslávii. |           |
| Bell UH-1 Iroquois   |            | USA                | víceúčelový vrtulník | UH-1H         | 5                |                                      |           |
| Mil Mi-8/Mi-17       |            | Sovětský svaz      | transportní vrtulník |               | 6                |                                      |           |